# Кућа у Доситејевој улици број 10 у Новом Саду
Кућа у Доситејевој улици број 10 у Новом Саду представља непокретно културно добро као споменик културе.
Kућа је саграђена је почетком 20. века, по пројекту Берцелер Липота из 1909. године. Ова велика партерна кућа неправилне четвороугаоне основе, смештена је у низу, на уличној регулацији, на великом плацу. Архитектонски је обликована са стилским обележјима сецесије. Изузетно је дуге и богато обликоване фасаде, са дванаест отвора и ајнфорт пролазом повученим у десну страну. Фасада је верикално рашчлањена са три ризалита, надвишена високим полулучним атикама. Два бочна ризалита су на самим крајевима фасаде, док је средњи, на коме је ајнфорт, виши и посебно богато обликован. Надвишен је високом атиком која у пољу има пластично изведен велики криволинијски орнамент. 
Изнад самог улаза је равно малтерисан полулук, а десно и лево је по један, за сецесију типичан орнамент. Организација распореда отвора на фасади, са нагласком на асиметрично постављеном средњем ризалиту као и декоративни систем до детаља су у стилу сецесије. Kровна конструкција је двоводна, покривена фалцованим црепом.